# Anthus
Az Anthus a madarak osztályának verébalakúak (Passeriformes) rendjébe és a billegetőfélék (Motacillidae) családjába tartozó nem.

## Rendszerezés
A nembe az alábbi 46 faj tartozik
- aranymellű pityer (Anthus chloris)
- csíkos pityer (Anthus lineiventris)
- szirti pityer (Anthus crenatus)
- fahéjszínű pityer (Anthus cinnamomeus)
- kameruni pityer (Anthus camaroonensis)
- afrikai sarkantyúspityer (Anthus hoeschi)
- sarkantyús pityer (Anthus richardi)
- keleti sarkantyúspityer (Anthus rufulus)
- ausztrál sarkantyúspityer (Anthus novaeseelandiae)
- barnahátú pityer (Anthus leucophrys)
- Vaal-pityer (Anthus vaalensis)
- gólyalábú pityer (Anthus pallidiventris)
- malindi pityer (Anthus melindae)
- Anthus pseudosimilis
- parlagi pityer (Anthus campestris)
- mongol pityer (Anthus godlewskii)
- kanári pityer (Anthus berthelotii)
- Bannerman-pityer (Anthus bannermani)
- Jackson-pityer (Anthus latistriatus)
- hosszúcsőrű pityer (Anthus similis)
- Anthus nyassae
- rövidfarkú pityer (Anthus brachyurus)
- kafferpityer (Anthus caffer)
- Sokoke-pityer (Anthus sokokensis)
- erdei pityer (Anthus trivialis)
- olívhátú pityer (Anthus hodgsoni)
- tundrapityer (Anthus gustavi)
- réti pityer (Anthus pratensis)
- rozsdástorkú pityer (Anthus cervinus)
- rózsás pityer (Anthus roseatus)
- parti pityer (Anthus petrosus)
- havasi pityer (Anthus spinoletta)
- csendes-óceáni vízipityer (Anthus rubescens)
- gyékény pityer (Anthus sylvanus)
- nilgiri pityer (Anthus nilghiriensis)
- Correndera pityer (Anthus correndera)
- déli-georgiai pityer (Anthus antarcticus)
- préri pityer (Anthus spragueii)
- fehérhasú pityer (Anthus furcatus)
- Hellmayr-pityer (Anthus hellmayri)
- kolumbiai pityer (Anthus bogotensis)
- szavannapityer (Anthus lutescens)
- Chaco-pityer (Anthus chacoensis)
- sárgamellű pityer (Anthus nattereri)
- pápua pityer (Anthus gutturalis)
- hosszúfarkú pityer (Anthus longicaudatus)
- narancstorkú pityer (Anthus ruficollis), korábban narancstorkú pápaszemesmadár (Madanga ruficollis) - a pápaszemesmadár-félék (Zosteropidae) közül áthelyezett faj